# Calceranica al Lago
Calceranica al Lago és un municipi italià, dins de la província de Trento. L'any 2007 tenia 1.235 habitants. Limita amb els municipis de Bosentino, Caldonazzo, Centa San Nicolò, Pergine Valsugana i Vattaro.

## Administració
| Període | Identitat         | Partit        |
| ------- | ----------------- | ------------- |
| 2005-   | Sergio Martinelli | Llista cívica |